# Оукв'ю
Оукв'ю (англ. Oakview) — сільський муніципалітет в Канаді, у провінції Манітоба.

## Населення
За даними перепису 2016 року, сільський муніципалітет нараховував 1626 осіб, показавши зростання на 7,5%, порівняно з 2011-м роком. Середня густина населення становила 1,4 осіб/км².
З офіційних мов обидвома одночасно володіли 35 жителів, тільки англійською — 1 585, а 5 — жодною з них. Усього 170 осіб вважали рідною мовою не одну з офіційних, з них 10 — українську.
Працездатне населення становило 77,5% усього населення, рівень безробіття — 4,1% (4,6% серед чоловіків та 3,6% серед жінок). 73,1% осіб були найманими працівниками, а 26,4% — самозайнятими.
Середній дохід на особу становив $38 729 (медіана $34 731), при цьому для чоловіків — $44 636, а для жінок $32 067 (медіани — $39 680 та $29 248 відповідно).
31,6% мешканців мали закінчену шкільну освіту, не мали закінченої шкільної освіти — 18%, 50% мали післяшкільну освіту, з яких 22,4% мали диплом бакалавра, або вищий.
| Статево-вікова структура населення | Статево-вікова структура населення | Статево-вікова структура населення | Статево-вікова структура населення | Статево-вікова структура населення |
| ---------------------------------- | ---------------------------------- | ---------------------------------- | ---------------------------------- | ---------------------------------- |
|                                    |                                    |                                    |                                    |                                    |
| Всього                             | Всього                             | 52,0%48,0%                         |                                    |                                    |
| 0 — 14 років                       | 0 — 14 років                       |                                    | 19,3%                              | 19,3%                              |
| 15 — 64 років                      | 15 — 64 років                      |                                    | 64,8%                              | 64,8%                              |
| 65 і більше                        | 65 і більше                        |                                    | 15,9%                              | 15,9%                              |
| 85 і більше                        | 85 і більше                        |                                    | 1,8%                               | 1,8%                               |
| Середній вік (років)               | Середній вік (років)               | 40,440,8                           | 40,6                               | 40,6                               |
| Медіана (років)                    | Медіана (років)                    | 41,942,8                           | 42,3                               | 42,3                               |
| — чоловіки — жінки                 |                                    |                                    |                                    |                                    |

| Походження мешканців:     | Походження мешканців:     | Походження мешканців: | Походження мешканців: | Походження мешканців: |
| ------------------------- | ------------------------- | --------------------- | --------------------- | --------------------- |
| Походження                |                           |                       | осіб                  | %                     |
| Корінні американці        | Корінні американці        |                       | 95                    | 6.17%                 |
| Інше північноамериканське | Інше північноамериканське |                       | 495                   | 32.14%                |
| Європейське               | Європейське               |                       | 1 280                 | 83.12%                |
| британське                | британське                |                       | 925                   | 60.06%                |
| французьке                | французьке                |                       | 140                   | 9.09%                 |
| українське                | українське                |                       | 185                   | 12.01%                |
| Азійське                  | Азійське                  |                       | 10                    | 0.65%                 |

| Зайнятість населення за галузями (за класифікацією NOC): | Зайнятість населення за галузями (за класифікацією NOC): | Зайнятість населення за галузями (за класифікацією NOC): | Зайнятість населення за галузями (за класифікацією NOC): | Зайнятість населення за галузями (за класифікацією NOC): |
| -------------------------------------------------------- | -------------------------------------------------------- | -------------------------------------------------------- | -------------------------------------------------------- | -------------------------------------------------------- |
|                                                          |                                                          |                                                          |                                                          |                                                          |
| Управління                                               | Управління                                               |                                                          | 19,3%                                                    | 19,3%                                                    |
| Бізнес, фінанси та адміністрування                       | Бізнес, фінанси та адміністрування                       |                                                          | 14,6%                                                    | 14,6%                                                    |
| Природничі та прикладні науки                            | Природничі та прикладні науки                            |                                                          | 1,6%                                                     | 1,6%                                                     |
| Охорона здоров'я                                         | Охорона здоров'я                                         |                                                          | 8,9%                                                     | 8,9%                                                     |
| Освіта, правозахист, муніципальні та урядові служби      | Освіта, правозахист, муніципальні та урядові служби      |                                                          | 11,5%                                                    | 11,5%                                                    |
| Мистецтво, культура, відпочинок та спорт                 | Мистецтво, культура, відпочинок та спорт                 |                                                          | 1,6%                                                     | 1,6%                                                     |
| Роздрібна торгівля та послуги                            | Роздрібна торгівля та послуги                            |                                                          | 12,5%                                                    | 12,5%                                                    |
| Гуртова торгівля, транспорт та обладнання                | Гуртова торгівля, транспорт та обладнання                |                                                          | 20,8%                                                    | 20,8%                                                    |
| Природні ресурси, сільське господарство                  | Природні ресурси, сільське господарство                  |                                                          | 8,3%                                                     | 8,3%                                                     |
| Виробництво                                              | Виробництво                                              |                                                          | 1,6%                                                     | 1,6%                                                     |

## Клімат
Середня річна температура становить 1,3°C, середня максимальна – 22,5°C, а середня мінімальна – -25,8°C. Середня річна кількість опадів – 470 мм.
| Клімат поселення                              | Клімат поселення | Клімат поселення | Клімат поселення | Клімат поселення | Клімат поселення | Клімат поселення | Клімат поселення | Клімат поселення | Клімат поселення | Клімат поселення | Клімат поселення | Клімат поселення | Клімат поселення |
| Показник                                      | Січ.             | Лют.             | Бер.             | Квіт.            | Трав.            | Черв.            | Лип.             | Серп.            | Вер.             | Жовт.            | Лист.            | Груд.            |                  |
| Середній максимум, °C                         | −12,4            | −7,8             | −1,32            | 8,56             | 16,90            | 22,54            | 22,30            | 21,54            | 16,22            | 9,15             | −1,04            | −10,14           |                  |
| Середня температура, °C                       | −19,1            | −14,51           | −8,02            | 1,86             | 10,20            | 15,84            | 17,50            | 16,70            | 11,36            | 4,30             | −5,89            | −14,97           |                  |
| Середній мінімум, °C                          | −25,79           | −21,2            | −14,72           | −4,85            | 3,52             | 9,16             | 12,60            | 11,84            | 6,51             | −0,55            | −10,73           | −19,81           |                  |
| Норма опадів, мм                              | 24               | 14               | 24               | 24               | 58               | 82               | 73               | 60               | 41               | 28               | 19               | 23               |                  |
| Середньомісячна швидкість вітру, м/с          | 4.00             | 4.00             | 4.10             | 4.30             | 4.50             | 4.00             | 3.50             | 3.60             | 4.00             | 4.30             | 4.10             | 4.00             |                  |
| Середньомісячна сонячна радіація, кДж/м²·день | 4055             | 7453             | 12810            | 17023            | 20188            | 21305            | 22058            | 18647            | 12928            | 7797             | 4146             | 3141             |                  |
| --------------------------------------------- | ---------------- | ---------------- | ---------------- | ---------------- | ---------------- | ---------------- | ---------------- | ---------------- | ---------------- | ---------------- | ---------------- | ---------------- | ---------------- |
| Джерело:                                      |                  |                  |                  |                  |                  |                  |                  |                  |                  |                  |                  |                  |                  |